# ピエール＝ジル・ド・ジェンヌ
ピエール＝ジル・ドゥジェンヌ（Pierre-Gilles de Gennes, フランス語: [ʒɛn]、1932年10月24日 - 2007年5月18日）はフランスの物理学者。
「単純な系の秩序現象を研究するために開発された手法が、より複雑な物質、特に液晶や高分子の研究にも一般化され得ることの発見」により、1991年にノーベル物理学賞を受賞した。

## 生涯
フランスのパリに生まれ、12歳まで自宅学習をする。後にエコール・ノルマル・シュペリウールで学ぶ。1955年に学校を出た後、フランス原子力庁（CEA）サクレー・センターの研究技師となる。A. Abragam と J. Friedelの助言の下で主に中性子散乱と磁性についての仕事をした。1957年にPh.D.を取得。
1959年にカリフォルニア大学バークレー校でチャールズ・キッテルの下に博士研究員として滞在する。その後27ヶ月フランス海軍に在籍。1961年にオルセーで助手になり、オルセーの超伝導グループを立ち上げる。1968年に研究を液晶に変える。
1971年にコレージュ・ド・フランスの教授となり、ポリマー物理においてSTRASCOL(ストラスブール、サクレー、コレージュ・ド・フランスの共同事業)に加わる。1980年から界面問題に興味を持つ。濡れと接着の動力学についてである。
1976年からÉcole supérieure de physique et de chimie industrielles de la ville de Paris（ESPCI）の学長となり、2002年に引退した。
1996年キュリー研究所 (パリ)に物理化学部門 "Physical Chemistry Curie" をジャック・プロと供に設立。亡くなるまでキュリー研究所 (パリ)に在籍。
晩年には粉粒体や、脳において想定した記憶物体を研究していた。
1994年の著書で、コンピュータの予測を必ず正しいと信じてしまう人が多いことの例として、二酸化炭素による地球温暖化を取り上げて、当時における地球温暖化の科学の発達段階は未熟であるとした（地球温暖化に対する懐疑論参照）。
2007年にオルセーで死去した。

## 受賞歴
- 1968年 Holweck Prize
- 1976年 バーク賞
- 1987年 マテウチ・メダル
- 1988年 ハーヴェイ賞
- 1988年 ACS高分子化学賞
- 1990年 ローレンツメダル
- 1990年 ウルフ賞物理学部門
- 1991年 ノーベル物理学賞
- 1997年 F・A・コットン・メダル

他にも次のような賞を受賞している。フランス科学アカデミーのアンペール賞。フランス国立科学研究センター(CNRS)から金メダル。アメリカ物理学会とアメリカ化学会のポリマー賞。王立協会の外国人会員。

## 著書
- Superconductivity of Metals and Alloys

W. A. Benjamin, Inc.,New York, 1966年1月.
「金属および合金の超伝導」
- The Physics of Liquid Crystals (Monographs on Physics)

Oxford University Press, 1974年6月13日.
「液晶の物理学」
- Scaling Concepts in Polymer Physics

Cornell Univ. Pr., 1979年11月.
「高分子の物理学 : スケーリングを中心にして」
- Simple Views on Condensed Matter (Series in Modern Condensed Matter Physics , Vol 8)

World Scientific Pub. Co. Inc., 1998年6月
- Introduction to Polymer Dynamics (Lezioni Lincee)

Cambridge Univ. Pr. (Sd), 1990年9月28日
- Simple Views on Condensed Matter (Series in Modern Condensed Matter Physics, Vol 4)

World Scientific Pub. Co. Inc., 1992年3月
- Fragile Objects: Soft Matter, Hard Science, and the Thrill of Discovery

J. Badoz Copernicus Books, 1996年9月
「科学は冒険!―科学者の成功と失敗、喜びと苦しみ」講談社ブルーバックス、1999年11月、ISBN 978-4062572712
- Soft Interfaces: The 1994 Dirac Memorial Lecture (Dirac Memorial Lectures)

Cambridge University Press, 1997年5月1日
- Capillarity and Wetting Phenomena: Drops, Bubbles, Pearls, Waves

David Quere, Francoise Brochard-Wyart, Springer 2003年10月、
「表面張力の物理学―しずく、あわ、みずたま、さざなみの世界」吉岡書店、2003年10月、ISBN 978-4842703114
- Petit Point: A Candid Portrait On The Aberrations Of Science

World Scientific Pub. Co. Inc., 2004年10月28日
- Handbook of Theoretical and Computational Nanotechnology

Michael Rieth, Wolfram Schommers, Amer. Scientific Pub., 2005年10月30日